# Jean de Gourmont

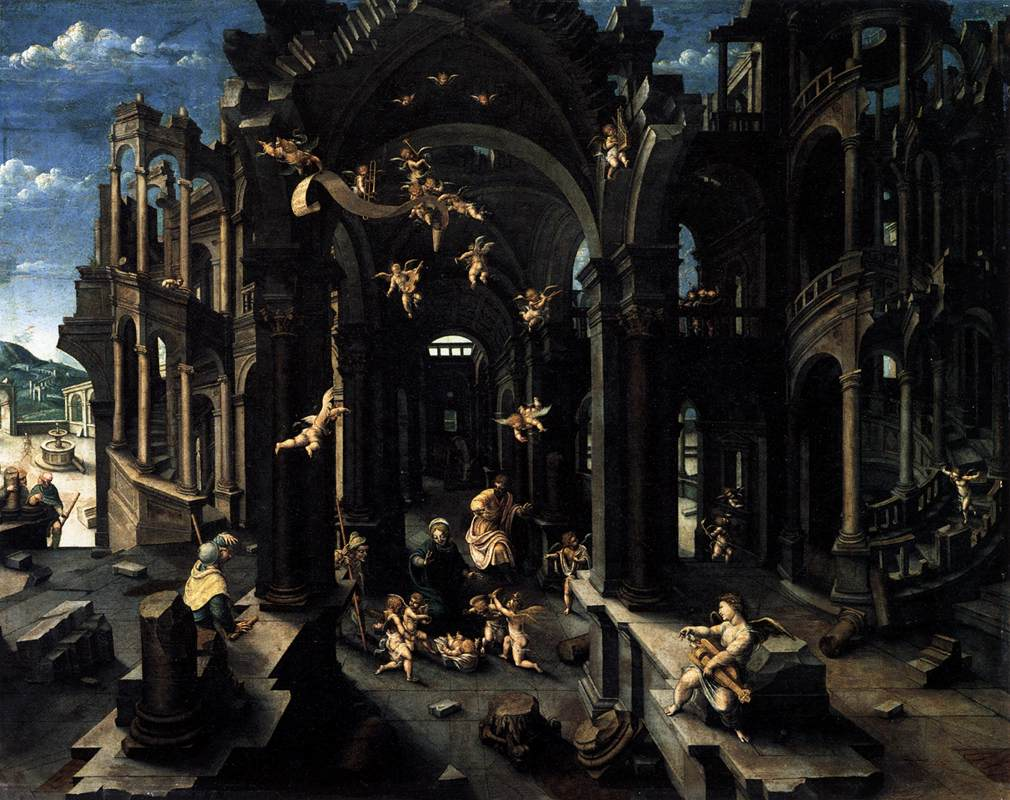
Adoración de los pastores, 1525, Louvre.

Jean de Gourmont (Carquebut hacia 1483 - Lyon, después de 1551) fue un pintor, orfebre y grabador del Renacimiento francés.
Procedente de una prominente familia de impresores, editores, pintores y grabadores activos a lo largo del siglo XVI, Jean de Gourmont (tal vez hijo de Richard Gourmont) comenzó a trabajar en París hacia 1506 junto a sus hermanos, Gilles y Robert. En 1520, se trasladó a Lyon, donde su presencia está certificada como pintor y grabador calcográfico de 1522 a 1526. Se casó con Jeanne Néret con quien tuvo una hija, Claude. Se le acreditan grabados, dibujos y algunas pinturas como la Adoración de los pastores (Louvre).
Su especialidad fueron los dibujos con ruinas arquitectónicas.

## Fuente
- Esta obra contiene una traducción  derivada de «Jean de Gourmont» de Wikipedia en francés, publicada por sus editores bajo la Licencia de documentación libre de GNU y la Licencia Creative Commons Atribución-CompartirIgual 4.0 Internacional.

- Datos: Q3175436
- Multimedia: Jean de Gourmont / Q3175436